# Ferry Greevink
Ferry Greevink (Venray, 24 mei 1981) is een Nederlands militair en taekwondo-beoefenaar. Na de mavo en havo studeerde Greevink commerciële economie bij opleidingsinstituut Fontys Tilburg. Nadien startte hij de officiersopleiding voor specialisten aan de Koninklijke Militaire Academie. 
Greevink wordt sinds zijn achtste jaar getraind door zijn vader Rob Greevink (6e Dan). Hij maakt deel uit van Taekwondo Vereniging Tong-il Venray.
Na diverse titels in jeugdkampioenschappen, behaalde hij op het WK Taekwondo in 2001 goud. Dit kampioenschap werd behaald op Cheju Island te Korea. In de finale werd gestreden tegen de Iraniër Bakeshlon. Na finale die eindigde in een 2-2 gelijkspel werd Greevink door de scheidsrechter als meest aanvallende taekwondoka bestempeld. Daarmee werd hij winnaar. 
Tegenstanders gaven hem zijn bijnaam: Gruwelijke Greevink.
Het kampioenschap kreeg extra cachet omdat het behaald werd in Korea, de bakermat van deze sport. Bovendien was Greevink de jongste wereldkampioen zwaargewicht (boven de 84 kilo) aller tijden.
Een jaar later werd hij Europees kampioen. Deelname aan de Olympische spelen in Sydney in 2004 werd nipt gemist. Door een blessure deed hij aan de spelen van Peking 2008 niet mee.
Hij ging deel uitmaken van de Defensie Topsport Selectie. In 2009 werd Greevink nationaal kampioen en was hij wereldkampioen bij de militairen. In januari 2010 behaalde hij na een intensief revalidatieproces voor de tiende keer goud op het nationaal kampioenschap taekwondo in de klasse +87 kg senioren. Voor het eerst werden tijdens dit NK de spelers uitgerust met elektronische lichaam- en voetbeschermers met daarin sensoren die een gescoord punt registreren. 

## Bron
- beschrijving op defensie.nl